# بكرة

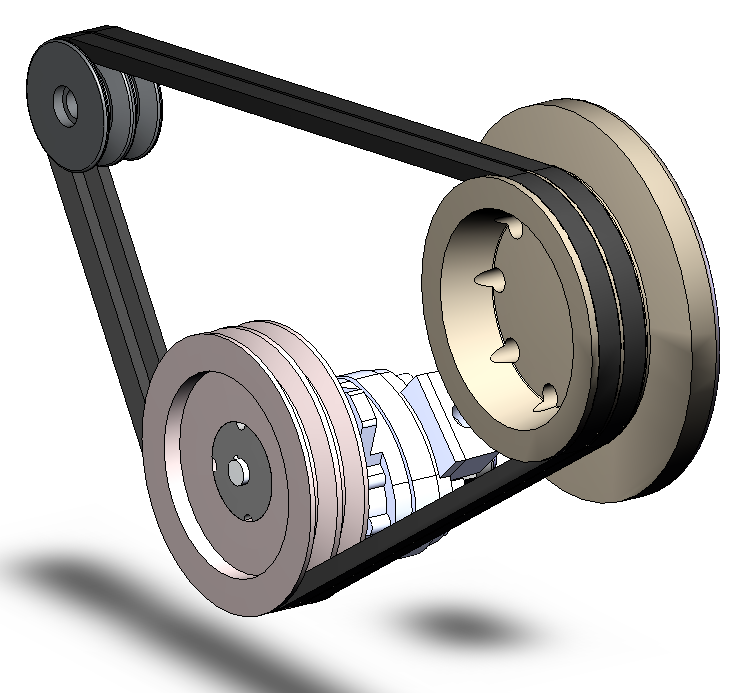
نظام بكرات وحزام.

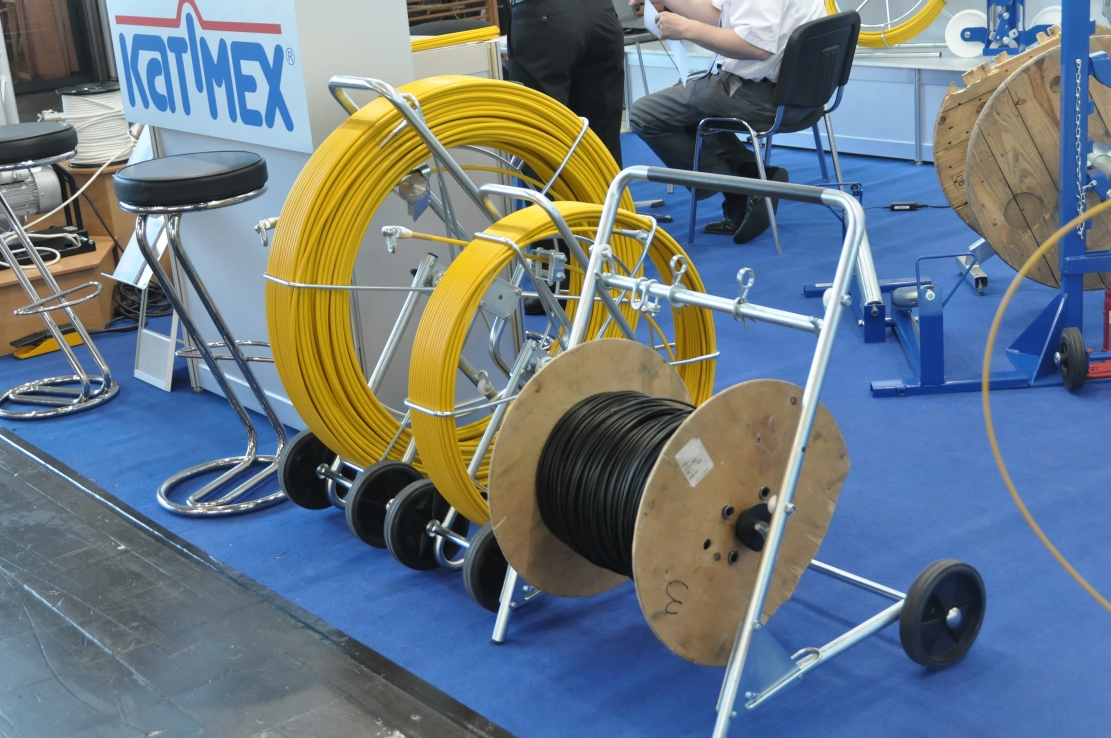
البكرة بمعناها الحديث ما هي إلا اسطوانة تلف عليها الحبال أو الأسلاك بدون معنى الآلة.

البكرة (الجمع: بَكَرَات) آلة بسيطة تتكون من عجلة محيطها مجوف يلتف حوله حبل أو حزام.
تستخدم البكرات لتغيير اتجاه القوة المؤثرة، أو توصيل حركة تدويرية، أو وضع تفوق ميكانيكي في نظام تدويري أو خطي للحركة.
نظام البكرة والحزام يوصف بكونه بكرتين أو أكثر مرتبطتين بحزام. يساعد هذا على إيصال القوة، أو السرعة عبر المحاور، وإن كانت البكرات ذات أحجام وأقطار مختلفة، تساعد أيضاً على تحقيق ربح ميكانيكي.
تكون كفاءة أنظمة البكرة والحزام عالية جدًا، بكفاءة قد تصل 98%.

## أنظمة البكرة والحبل
البكرة السهلة يمكن تشبيهها بوضع حبل حول شجرة. أنظمة البكرة والحبل (الحبل قد يكون خيط رفيع أو قابل قوي) يمكن وصفهم بصورة حبل واحد يوصل القوة الحركية الخطية إلى الحمل عن طريق بكرة واحدة أو أكثر من أجل رفع الثقل (عادة ضد الجاذبية). لا طالما تم ذكر هذا النظام تحت قائمة المكائن البسيطة. في نظام الحبل الواحد والبكرات، يكون الربح الميكانيكي (في الوضعية الكاملة) مساوي لعدد البكرات في النظام. إن تم استخدام بكرة واحدة فعادة ما تكون من أجل تغيير الاتجاه فقط. ولكن في الحقيقة، كلما زاد عدد البكرات في النظام، قلت كفاءته، وذلك بسبب الاحتكاك الذي تولده في النظام.
لم يتم تدوين متى أو من طوّر أول بكرة، ولكن يُعتقد أن أرخميدس طور أول نظام بكرة "الثقل والمراوغة". كما هو مدون من قبل "بلوتارخ. بلوتارخ ذكر أن أرخميدس حرّك سفينة حربية كاملة مع رجالها باستخدام نظام بكرات معقد باستخدام قوته وحده فقط.

### أنواع الأنظمة

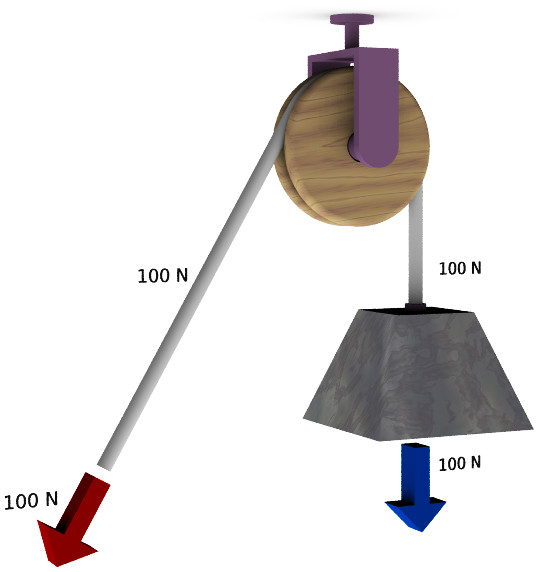
بكرة ثابتة.

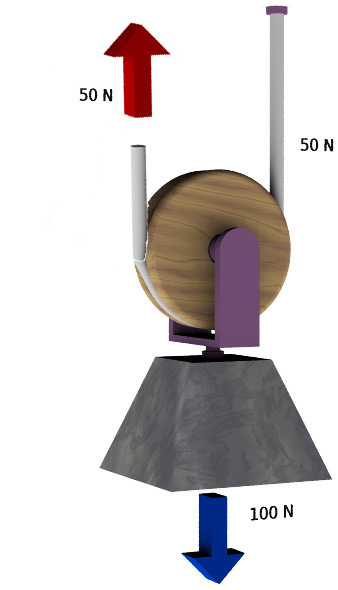
بكرة متحركة.

هناك العديد من الأنواع المختلفة لأنظمة البكرات:
- النظام الثابت: أي أن للبكرة محور ثابت مركز في مكانه ولا يتحرك.
- النظام المتحرك: أي أن البكرة لها محور حر يمكن أن يتحرك في الفراغ.
- النظام المعقد: هو مجموع النظامين الثابت والمتحرك.
- الثقل والمراوغة: هو نظام معقد للبكرات يتم فيه استخدام عدة بكرات على كل محور، لزيادة الربح الميكانيكي.